# Raptuz
Raptuz, pseudonimo di Luigi Maria Muratore (Rodano, 30 aprile 1968), è un writer italiano.

## Biografia
Nasce a Rodano, nell’hinterland milanese, e dopo le scuole dell’obbligo si diploma alla “Scuola del fumetto” di Milano dove apprende i fondamenti e le tecniche del disegno, dell’illustrazione e della grafica pubblicitaria.
Nel 1987 inizia la sua carriera nella disciplina del writing. Il suo primo collettivo è quello che diventerà uno tra i più importanti del writing italiano, la TDK (The Damage Kids, 1990), che nella prima formazione era composta anche da Skah, Mec, Sten, Reo e Rendo.
Nel 1991 parte per Los Angeles e entra nella storica crew di West Hollywood “CBS”, della quale è tuttora onorato membro.
Verso la metà degli anni novanta insieme ai rapper J-Ax (allora membro degli Articolo 31) e Space One, fondano il collettivo Spaghetti Funk, con Gemelli DiVersi, DJ Enzo e Chief. Raptuz è l'unico membro del collettivo a non dedicarsi alla musica (gli altri membri sono o rapper o DJ). Segue inoltre i tour di J-Ax, Space One e dei Gemelli DiVersi in alcune tappe, eseguendo graffiti alle spalle degli artisti durante i concerti.
Tornato a Milano e diventato anche grafico e designer, Raptuz collabora negli anni con aziende e partecipa esibendosi live, in innumerevoli eventi e mostre; negli anni espone le sue opere in gallerie e musei importanti, come il PAC di Milano, La Triennale di Milano, il MART di Trento e Rovereto, e la Crewest Gallery di Los Angeles.
Dal 2006 (anno di fondazione) al 2008 è stato presidente dell'"Associazione italiana writers tribù dell'indice".
Nell’autunno 2012 collabora al progetto di riqualificazione del Palapalestre di Ferrara con altri noti artisti di street art come Mendez, Human Alien, Vesod, Esck, Wer ed altri.
Nel 2017 torna a Milano per celebrare i 30 anni di attività con High Frame Rate, solo show dedicato alla sua tecnica denominata Broken Window Futurism. Raptuz realizza lavori di estremo impatto cromatico, altissima definizione nella composizione e nell'applicazione del colore,

## Filmografia
- 2001 – Senza filtro

## Apparizioni in video musicali
- 2007 – Space One ft. J-Ax, Grido, Thema & THG: Amici un cazzo (prod. THG - da Il ritorno)
- 2007 – Grido - Standing Ovation (prod. THG)
- 2008 – J-Ax - Uno di noi